# Голосіївська вулиця
Голосі́ївська вулиця — вулиця в Голосіївському районі міста Києва, місцевості Голосіїв, Деміївка. Пролягає від проспекту Науки до Голосіївської площі.
Прилучаються вулиці Ковельська, Цимбалів Яр, Шкільна, Добрий Шлях, Віктора Забіли та Максима Рильського, Полоцький, Керамічний і Голосіївський провулки.

## Історія
Вулиця виникла у XIX столітті під такою ж назвою. До середини XX століття простягалася у глибину Голосіївського лісу, від якого і походить її назва. У 1970-ті роки повністю перепланована і перебудована.

## Будинки
- Ліцей «Голосіївський» № 241 (буд. № 12)
- Дошкільний навчальний заклад № 643 (буд. № 4-А)
- Голосіївське РУ ГУМВС України в м. Києві (буд. № 15)
- Київський ювелірний завод (буд. № 17)
- Готель «Театральний» (буд. № 7)
- Церква п'ятидесятників «Філадельфія» (буд. № 57)

Церква п'ятидесятників «Філадельфія». Поряд зі станцією метро «Голосіївська»
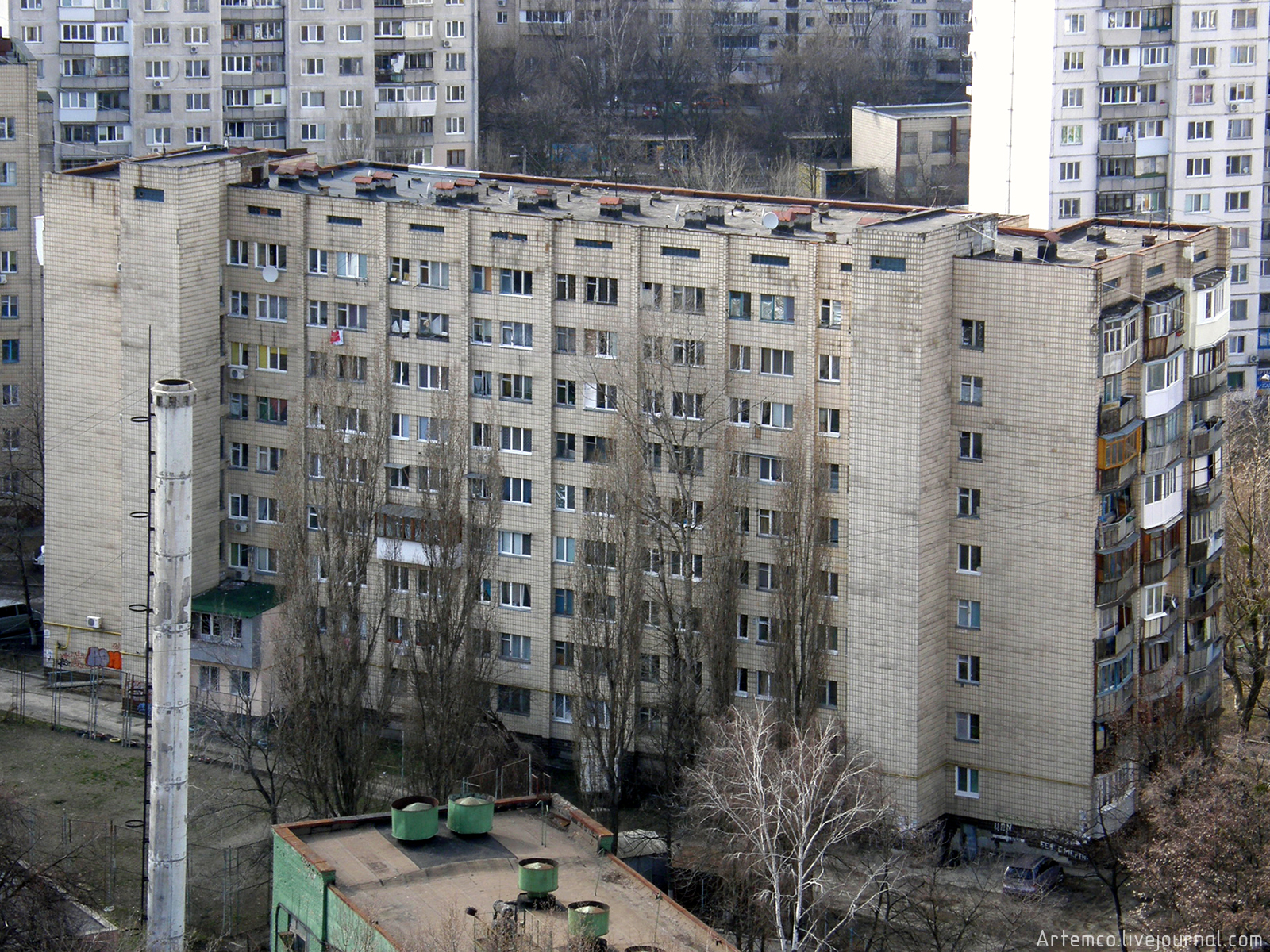
№ 3, типовий проєкт 1-318-35/66, 1979 р.
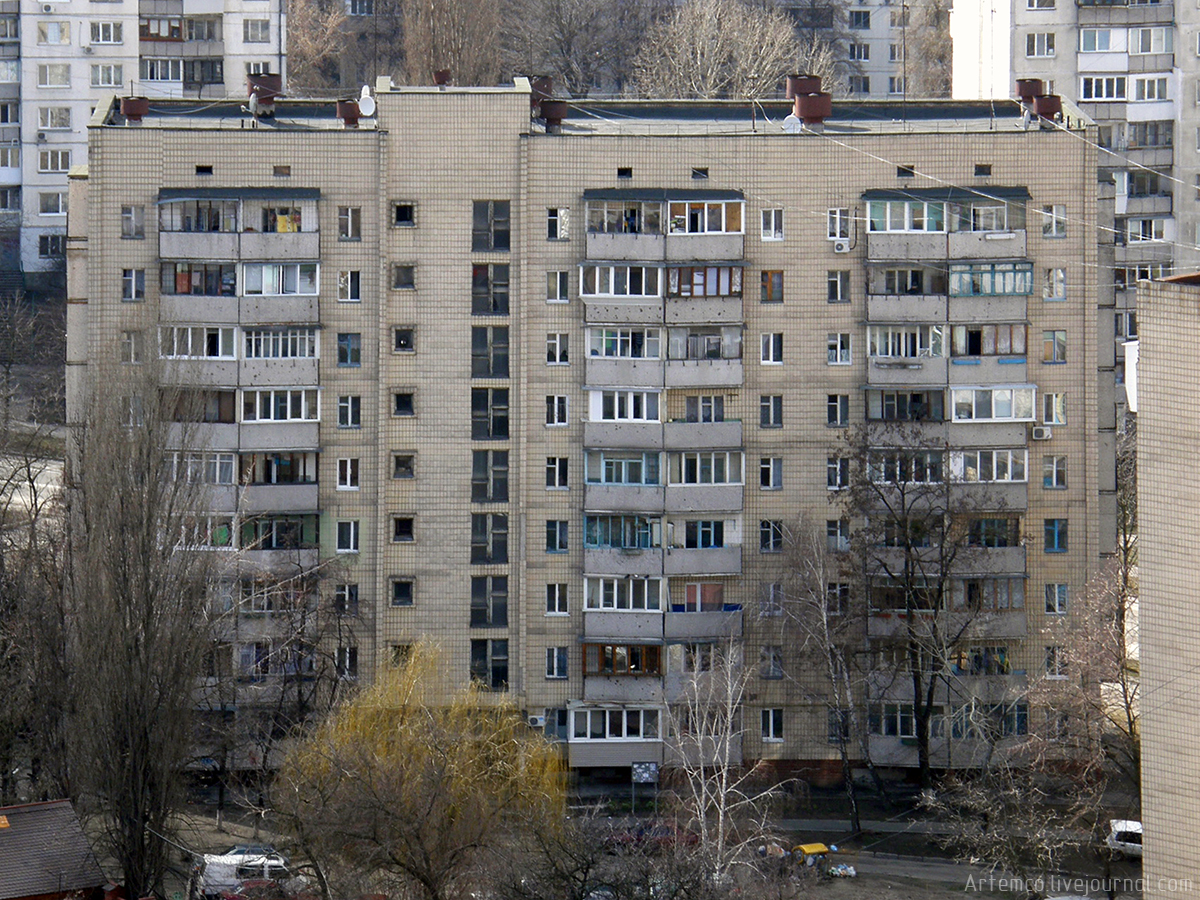
№ 5, типовий проєкт ММ-640, 1979 р.